# Hans Linder (Intendant)
Hans Linder, auch Johann Linder, (* 23. Juni 1930 in Valea Viilor (deutsch Wurmloch), Siebenbürgen, Königreich Rumänien; † 31. Oktober 2004 in Fürth, Deutschland) war ein deutscher Germanist, Theaterwissenschaftler und Intendant am Deutschen Staatstheater Temeswar.

## Leben und Wirken
Der Siebenbürger Sachse Linder studierte Germanistik an der West-Universität Timișoara. Seine Diplomarbeit „Das deutschsprachige Theater in Rumänien zwischen den zwei Weltkriegen“ schrieb er bei Rudolf Hollinger. In den späten 1970er Jahren begann er ein Studium der Theaterwissenschaften an der Theaterhochschule „Hans Otto“ Leipzig, das er 1983 beendete.
1967 begann Linder als Produktionsleiter seine Tätigkeit am Deutschen Staatstheater Temeswar. Als Johann Székler 1972 in den Ruhestand ging und Bruno Würtz die Leitung des Theaters übernahm, wurde Hans Linder zum stellvertretenden Theaterdirektor befördert. Bereits zwei Jahre später trat Bruno Würz von seinem Posten zurück und Hans Linder übernahm die Direktion. Dieses Amt übte er bis 1983 aus.
Ab 1976 veränderten sich die gesellschaftlichen Bedingungen der deutschen Bevölkerung im Banat infolge der fortschreitenden Aussiedlung von Rumäniendeutschen, wodurch das Deutsche Staatstheater Temeswar (DSTT) einen stetigen Rückgang an Theaterpublikum zu verzeichnen hatte. Hinzu kamen finanzielle Schwierigkeiten, da dem Theater die staatlichen Subventionen gekürzt wurden, was zu einer Einschränkung des Theaterbetriebs und der Angestellteneinkommen führte.
In Linders Zeit fallen Inszenierungserfolge wie Goethes Urfaust, Lessings Minna von Barnhelm, beide unter der Spielleitung von Otto Lang (Weimar), Die Spieldose von Georg Kaiser unter der Spielleitung von Emmerich Schäffer, Bernarda Albas Haus von Federico García Lorca, Spielleitung Niky Wolcz, Die Kassette von Carl Sternheim, Spielleitung Peter Förster, Was ihr wollt von Shakespeare, Spielleitung Cristian Hadji-Culea. Linder stellte fest, dass die Stücke heimatlicher Autoren wie Ludwig Schwarz, Peter Rieß und Stefan Heinz-Kehrer sowie die von Josef Jochum betreuten musikalisch-humoristischen Abende beim Publikum gut ankamen und finanziell eher erfolgreich waren. Ebenso verhielt es sich mit den Märchenstücken von Grete Groß, Johann Szekler, Raimund Binder und Karin Decker.
Unter Linders Leitung hatte das Deutsche Staatstheater Temeswar erstmals Verbindungen zu den Bühnen der damaligen DDR. Eine Reihe Regisseure aus der DDR inszenierten in Timișoara, unter ihnen Otto Lang (Weimar), und Rudolf Penka. Linder organisierte drei Gastspielreisen des DSTT in die DDR und holte in den Jahren 1974 und 1975 das Theater Gera nach Timișoara. Die Kontakte mit Schauspielern und Regisseuren aus dem Ausland waren für alle ein großer Gewinn und brachten dem DSTT einen Leistungsschub. Die erste DDR-Tournee fand im Januar 1974 statt. Man spielte in Gera, Jena und Leipzig Goethes Urfaust. Die beiden folgenden Gastspiele führten nach Thüringen (1979, 1981), vor allem in den Partnerbezirk Gera. Die Gastspiele des Theaters aus Gera in Timișoara waren ebenso erfolgreich. Den Bemühungen Hans Linders ist es zu verdanken, dass auch ein Gastspiel in der Bundesrepublik stattfand. Das Ulmer Theater besuchte Timișoara 1978.
1978 wurde ein Studio im Lenau-Lyzeum als sogenanntes Kellertheater eingerichtet. Friedrich Schilha präsentierte dort 18 Vorstellungen mit dem Monodram von Peter Hacks „Gespräch im Hause Stein über den abwesenden Herrn von Goethe“. Linder gelang es auch einen Regisseur aus der Bundesrepublik Ernst Seiltgen nach Timișoarazu bringen. Er förderte auch die Herausgabe der theatereigenen Zeitschrift Gong, die am 19. November 1976 zum ersten Mal erschien. Diese Zeitschrift wurde von Franz Csiky, Hilde Schleich, Johann Lippet und Hans Lengenfelder bis in die späten achtziger Jahre herausgebracht.
Linders Amtszeit endete 1983, als er anlässlich eines Aufenthaltes in den Wiener Archiven, wo er nach Unterlagen zur Timișoaraer Theatergeschichte suchte, nicht mehr ins Banat zurückkehrte und in Deutschland verblieb. Ein neues Betätigungsfeld fand er in der evangelischen Kirche in Fürth bei Nürnberg.
Nach Eintritt in den Ruhestand widmete er sich mit neuer Energie dem Theater und der Literatur. Er verfasste Beiträge zur Geschichte des rumäniendeutschen Theaters, veröffentlichte in verschiedenen Publikationen, wirkte an Ausstellungen mit und schrieb Gedichte und Kurzprosa, die in Zeitschriften und Anthologien erschienen. 1996 gründete er zusammen mit Harald Siegmund und Erhard Linder den Buchverlag Säulenverlag in Fürth. Hier bestritt er den größten Teil der Verwaltungs- und organisatorischen Tätigkeit und fungierte als Mitherausgeber mehrerer Lyrikbände unter anderem des Gedichtbandes „Stunden ohne Ende“, der Prosaanthologie „Grenzenlos“ und der Zeitschrift „Faszination Wort“ der Autorengruppe Franken, deren Mitbegründer er war. 2001 begann er mit seiner Arbeit zur Geschichte der Gemeinde Wurmloch in Siebenbürgen; ein Vorhaben, das er nicht mehr vollenden konnte.

## Auszeichnungen
- 1978 „Friedrich Schiller“ Plakette, Universität Jena
- 1979 „Ehrennadel in Silber“ der Bühnen der Stadt Gera

## Veröffentlichungen
- „Das deutsche Theater zwischen den Weltkriegen in Rumänien“ (Diplomarbeit, 1972)
- „Das deutsche Theater Anfang des 20. Jahrhunderts im Banat“ (in „Geschichte der Deutschen auf dem Gebiete Rumäniens“, 1985)
- „Das deutsche Theater in Siebenbürgen“ (in „Siebenbürgische Semesterblätter“, München, 1988)
- „Das rumäniendeutsche Theater in der ersten Hälfte des 20. Jahrhunderts im Banat“ (in „Beiträge zur deutschen Kultur“, Freiburg, 1988)
- Lyrikband „Von Rosen zu Eisblumen“, Säulenverlag Fürth 1997
- Gedichte und Kurzprosa in Zeitschriften und Anthologien
- Mitherausgeber der Prosaanthologie „Grenzenlos“, 1997

## Ausstellungen
- „250 Jahre deutsches Theater im Banat“ in Nürnberg und Würzburg

## Mitgliedschaften
- „Lyrischer Oktober Bayreuth“
- „Autorengruppe Franken“ (Mitbegründer)